# Edificio del Banco de España (Córdoba)
El edificio del Banco de España se sitúa en el número 7 de la cordobesa Avenida del Gran Capitán. Fue construido entre los años 1935 y 1939, siendo obra del arquitecto Secundino Zuazo Ugalde. Este edificio se situó en el solar que años atrás ocupó el Salón Ramírez, así como otros muchos negocios que se establecieron en el mismo. 

## Antecedentes estilísticos
Durante el primer tercio del siglo XX las sucursales bancarias proliferaron en las ciudades, queriendo mostrar con sus edificios una doble simbología: ser edificios funcionales y representativos monumentales del capital. Así, las entidades bancarias optarían publicitarse a través de la arquitectura, mostrando su poder y su capacidad, siendo protagonistas de la configuración urbana de esta época. 
Estos edificios bancarios ocupaban las mejores ubicaciones, para así predominar sobre el resto del trazado urbano y mostrar la nueva realidad socioeconómica. Esto hará que los arquitectos que trabajarán para estos proyectos, además de configurar un espacio físico útil para las funciones de un banco, busquen un estilo arquitectónico que sirviera de representante de las entidades y de su capacidad de adquisición y posesión de capital. Posteriormente la funcionalidad de los edificios sería un requisito indispensable, además de los de legitimación y apariencia de poder y de la realidad económica, dejando de entenderse la tipología bancara como un monumento símbolo del poder del capital.

### Edificio de las Cariátides (Madrid)
En un principio se construyeron oficinas de usos mixtos, produciéndose un gran cambio al construir inmuebles como el que realizaría Antonio Palacios y Joaquín Otamendi en el 1918 para el Banco Español del Río de la Plata en la Calle de Alcalá de Madrid, denominado actualmente Edificio de las Cariátides, donde se dio prioridad a la representación capitalista, que facilitaba la capacidad de facilitar un buen funcionamiento de los trabajadores dentro del edificio, pero no otras funciones que se podrían llevar a cabo al mismo tiempo, o incluso las privadas del propio banco, ya que el edificio se constituyó como un gran hall de operaciones.

## Proyectos de arquitectura bancaria de Secundino Zuazo
Secundino Zuazo realizará dos importantes proyectos para las sucursales bancarias de Granada y Córdoba. Ambos edificios muestran la unidad entre los dos elementos predominantes en este tipo de construcciones, un equilibrio entre la funcionalidad y el clasicismo representativo del poder del capital. Zuazo utilizará el lenguaje para mostrar la capacidad de representación a través de la exaltación del edificio arquitectónico y de distanciamiento de la entidad bancaria con el público. De esta manera pretende aunar la dicha representación con un carácter público, propio del sector servicios.
Para conseguir este objetivo, Zuazo se adapta a las características morfológicas de la ubicación del edificio, configurando los elementos de tal manera que sean aptos para el desarrollo de las funciones públicas y privadas de la institución bancaria. El interior del edificio representa la funcionalidad y el exterior el carácter del capital. Precisamente, esta recuperación del lenguaje usado como medio de expresión de una clara ideología en la configuración del trazado urbano, hacen que las fachadas sean una llamada de atención para el público. 
Los edificios bancarios para Córdoba y Granada de Zuazo son dos ejemplos de proyectos de tránsito entre los edificios bancarios concebidos estrictamente como lugares funcionales y los que lo son con fines de simbolismo de poder, imponiendo un equilibrio entre un clasicismo puro y la rentabilidad del edificio.

## Edificio del Banco de España de Córdoba: Características
- El Salón Ramírez: Era un teatro-cine de variedades que estuvo situado en la Avenida del Gran Capitán, en el antiguo número 11, donde hoy se encuentra el Edificio del Banco de España. El Salón Ramírez se estableció en el solar donde, desde la creación de la Avenida del Gran Capitán en el siglo XIX, se sucedieron diferentes negocios, tal y como relata Ricardo de Montis.[1] Este edificio databa de primeros del siglo XX, cerrándose en la década de los años veinte. El primer nombre que tuvo el local fue de Gran Cine, cambiando su nombre con el paso del tiempo por el de Salón Ramírez, un teatro para todo tipo de públicos. También fue utilizado como escenario para oradores políticos, conferenciantes, y así como para reuniones de propaganda de los obreros cordobeses.

### Diseño
Zuazo, en el Banco de España de Córdoba, contrapone la solidez del conjunto y la ligereza figurativa, además de evitar generar relación entre el edificio y su entorno, negando la configuración de un espacio abierto al ciudadano.
El edificio consta de dos cuerpos fundamentales que forman una L, ambos de distintas alturas y que constituyen dos partes muy diferenciadas. El primer cuerpo genera un elemento de representación de ingreso al edificio, en el que se desarrolla el gran espacio público interior, el hall de operaciones; el otro responde a las actividades privadas del edificio. Este amplio espacio de operaciones se inspira en la antigua mezquita aljama de la ciudad, recogiendo su solución formal.
En planta la edificación dispone de un gran patio que alivia la sección noroccidental de la parcela en la que se enclava. También destaca un pequeño patio secundario que se dispone a lo largo de la medianera sur, continuando la línea esquemática del cuerpo de la entrada. 
En la fachada principal Zuazo retoma la alternativa neorrenacentista que apoyaría una nueva concepción volumétrica, que generará los volúmenes limpios de una sobria planimetría, donde los huecos de luz reciben un tratamiento esquemático que se contrapone con el orden corintio definidor de los intereses representativos. Las pilastras corintias son el mejor elemento del repertorio clasicista para representar los valores del poder del capital y de las instituciones bancarias. El volumen principal está realizado en granito, y su función es separarse de la medianera sur, donde se prolonga su basamento.
Además de por estos valores, utiliza dichas pilastras por la capacidad organizativa espacial en la fachada, recurriendo a esta tradición clasicista para buscar soluciones en la planta que resuelvan las exigencias de distribución del espacio del modo más funcional posible. El ingreso al edificio se realiza a través de uno de los cuerpos extremos, lo que rompe con la simetría que ofrecen las fachadas de tradición clásica por el mero carácter funcional del acceso. Este acceso lateral protege la entrada a través de una reducción de altura y un esquema en recodo, inspirado en la tradición islámica y arquitectónica de la ciudad.

## Protección actual
El Plan General de Ordenación Urbana de Córdoba (PGOU) de 1986 establece una Protección B, con la categoría Monumental II al Edificio del Banco de España de Córdoba, destacando como elementos de interés toda la edificación y especialmente el espacio de ingreso y la sala principal, uno de los espacios más interesantes de la arquitectura cordobesa del siglo XX, además de ser jardín privado protegido.